# Michel Ollé
Pour les articles homonymes, voir Ollé (homonymie).
Pas d'image ? Cliquez ici

a Compétitions nationales et continentales officielles uniquement.

Michel Ollé, né le 27 juillet 1948 à Guéret dans la Creuse et décédé le 4 juillet 2017  dans la même ville, est un joueur français de rugby à XV évoluant principalement au poste de demi d’ouverture pendant les années 1970 à la Section paloise.

## Biographie
Michel Ollé naît à Guéret. Il débute le rugby dans cette ville au sein du RC Guéret.
Initialement footballeur, il rejoint la Section paloise en 1970 sur les conseils de Robert Paparemborde, son camarade du bataillon de Joinville.
De 1970 à 1976, Ollé occupe la position de demi d'ouverture à la Section paloise. Au cours de cette période, il remporta le challenge Béguère en 1970 et atteint les demi-finales du championnat de France en 1974, où il affronte le RC Narbonne, dirigé par Jo Maso, qu'il considérait comme son idole, partageant avec lui des origines catalanes.
Michel Ollé était réputé pour ses qualités de buteur longue distance. Ainsi, Ollé était réputé proche d’être sélectionné en équipe de France, mais dû se contenter de l'équipe de France B.
Il meurt le 4 juillet 2017 à Guéret, sa ville de naissance.

## Vie personnelle
Michel Ollé exerce en tant qu'éducateur durant son séjour à Pau, avant d'assumer la fonction de responsable des Sports au sein de la municipalité de Guéret.